# 中国人民解放军空军第一职工大学
中国人民解放军空军第一职工大学，简称空军第一职工大学，是一所军事成人高校，隶属中国人民解放军空军装备部，军事级别不详。

## 历史
- 1980年，创建空军航空修理职工大学航空系。
- 后分出改建中国人民解放军空军航空修理第一职工大学。
- 后更名中国人民解放军空军第一职工大学。
- 本校于2008年停止招生，于2018年停办[來源請求]

## 历任领导
校长
政治委员